# Room (film, 2015)
Room (česky „místnost“) je kanadsko-irsko-britsko-americké filmové drama a thriller režiséra Lennyho Abrahamsona z roku 2015, natočené podle stejnojmenného románu spisovatelky a dramatičky Emmy Donoghue, která je zároveň autorkou scénáře. Snímek vypráví příběh mladé ženy a jejího pětiletého syna, kteří jsou proti své vůli drženi v zajetí v malé místnosti. Nakonec se jim podaří osvobodit a chlapec tak poprvé zažívá svět mimo místnost. Autorku knižní předlohy k sepsání románu inspirovala kauza Fritzl. Hlavní role ve filmu ztvárnili Brie Larson, Jacob Tremblay, Joan Allen, Sean Bridgers a William H. Macy.
Snímek měl premiéru 4. září 2015 na Telluridském filmovém festivalu. Byl přijat s pozitivním ohlasem a vysloužil si řadu filmových ocenění a nominací, včetně nominací na Zlaté glóby, Screen Actors Guild Award či Satellite Award.

## Děj
Pětiletý Jack (Jacob Tremblay) a jeho mladá matka Joy (Brie Larson) žijí v malé místnosti, do níž je vměstnána postel, záchod, vana a jednoduchá kuchyň. V místnosti nejsou žádná okna, pouze jedno střešní, kterým se dovnitř dostává denní světlo. Postupně vychází najevo, že jsou zde drženi proti své vůli mužem, kterému říkají Starý Nick (Sean Bridgers). Až dosud se Joy svého syna snažila chránit před realitou, ale po dovršení jeho pátých narozenin dospěla k názoru, že je již dostatečně starý, a zapojila jej do plánu na útěk, v němž sehraje klíčovou roli. Svému synovi postupně prozradí celou pravdu o světě mimo místnost a o svém životě předtím, než byla v sedmnácti letech unesena. Plán útěku spočívá v tom, že se pokusí Starého Nicka přesvědčit o tom, že Jack zemřel po krátké nemoci. Svého syna, předstírajícího smrt, zabalí do koberce, a Starý Nick, který příběhu uvěří, jej i s kobercem odnese, aby jej pohřbil. Tak se také stalo a Starý Nick naložil Jacka v koberci na korbu svého pick-upu a vyrazil na cestu. Jackovi se však podaří z koberce vyprostit, a když auto zastaví na křižovatce, vyskočí a najde ochranu o procházejícího chodce. Poté, co je předán policii, se podaří vypátrat, kde je držena jeho matka, s níž se opět shledá. Z televizních zpráv později oba zjistí, že Starého Nicka zadržela policie.
Poté, co stráví několik dní v nemocnici, odjíždí Joy s Jackem do domu svých rodičů. Po opětovném shledání rodiny, s matkou (Joan Allen) a otcem (William H. Macy), se u Joy a Jacka začínají projevovat první problémy. Jackovi se nedaří přizpůsobit se životu mimo místnost, v níž byli vězněni, a vyjádří přání se do ní vrátit. Nezvládá život v reálném světě a hovoří pouze se svou matkou. Ta v sobě svádí vnitřní boj, je naštvaná a žárlí na své přátele a rodinu, kteří podle ní měli „normální“ život. Její otec se nedokáže svému vnukovi podívat do očí (pravděpodobně proto, že je synem únosce jeho dcery) a s potupou rodinu opouští.
V televizním rozhovoru, který Joy poskytne, jí je položeno několik nepříjemných otázek o jejím zajetí, které ji hluboce rozruší. Nedlouho poté se pokusí o sebevraždu. Během jejího následného pobytu v nemocnici Jack zůstává u babičky. Tehdy se poprvé setká se psem, kterého si do té doby pouze představoval, je poprvé ostříhán, hraje si se stejně starým dítětem a sblíží se s matčinou rodinou. Když se Joy vrátí z nemocnice, Jack vyjádří přání navštívit místnost, kde byli vězněni. Když jsou uvnitř, vyjádří překvapení nad tím, jak je nyní místnost malá. Než ji oba opustí, s místností se rozloučí.

## Obsazení
| Brie Larson     | Joy „Ma“ Newsome, matka       |
| Jacob Tremblay  | Jack Newsome, pětiletý syn    |
| Joan Allen      | Joyina matka                  |
| William H. Macy | Joyin otec                    |
| Sean Bridgers   | Starý Nick, únosce            |
| Megan Park      | Laura                         |
| Cas Anvar       | dr. Mittal                    |
| Amanda Brugel   | policistka                    |
| Joe Pingue      | policista                     |
| Tom McCamus     | Leo, nový přítel Joyiny matky |
| Wendy Crewson   | novinářka                     |

## Produkce
Natáčení filmu začalo 10. listopadu 2014 v kanadském Torontu a skončilo 15. prosince téhož roku. Brie Larson se na natáčení připravovala ve spolupráci s odborníkem na zvládání traumat a nutričním poradcem.

## Přijetí
Ve Spojených státech vydělal film od 16. října 2015 do 11.–13. prosince, kdy se promítal ve 198 kinech, vydělal pouze 5 milionů dolarů. Stal se tak nejméně výdělečným filmem nominovaným na Oscara v kategorii nejlepší film. Po oznámení nominace film k 24. dubnu vydělal 14,7 milionů dolarů v Severní Americe a více než 1 milion eur v ostatních oblastech, celkově tak vydělal 20,7 milionů dolarů. Rozpočet filmu činil 13 milionů dolarů.
Film získal pozitivní kritiku. Na recenzní stránce Rotten Tomatoes získal z 245 započtených recenzí 94 procent s průměrným ratingem 8,4 bodů z deseti. Na serveru Metacritic snímek získal z 43 recenzí 86 bodů ze 100. Na Česko-Slovenské filmové databázi snímek získal 82%.